# Solenopsis juliae
Solenopsis juliae (лат.) — вид мелких муравьёв рода Solenopsis в Армении и России. Редкий вид, включён в Красную книгу Армении.

## Распространение
Эндемик Кавказа. Армения: Котайкская область (Агверан, около села Арзакан). Россия: Кабардино-Балкарская Республика.

## Характеристика
Очень мелкие муравьи (рабочие 1—5 мм; длина груди более крупных самок от 1,40 до 1,47 мм). Длина рабочих особей от 1,5 до 1,9 мм; самки от 5,2 до 5,5 мм; самцы от 4,2 до 4,6 мм. Основная окраска рабочих светло-жёлтая, самки и самцы коричневые. Усики с булавой из двух сегментов. Проподеум невооружённый, без зубцов или шипиков, но угловатый. Между грудкой и брюшком расположен тонкий стебелёк, состоящий из двух члеников (петиоль + постпетиоль). Гнёзда под камнями и в почве. Обнаружены на поляне в дубовом лесу. Крылатые самки самцы появляются в августе.

## Систематика
Вид был впервые описан в 1991 году армянским энтомологом Геворком Аракеляном по материалам из Армении под первоначальным названием Diplorhoptrum juliae Arakelian, 1991. В 1995 году британским мирмекологом Барри Болтоном был включён в состав рода Solenopsis.